# Университатя (футбольный клуб, Крайова)
«Университа́тя Крайо́ва» (рум. U Craiova 1948 Club Sportiv) — румынский профессиональный футбольный клуб из города Крайова, административного центра жудеца Долж выступающий в Лиге I, высшем дивизионе чемпионата Румынии по футболу. Согласно опросу 2016 года, является третьим по популярности футбольным клубом в стране, уступая в этом только таким столичным клубам как «Стяуа», ныне «ФКСБ» и «Динамо Бухарест».
«Университатя Крайова» была воссоздана в 2013 году совместными усилиями городских властей Крайовы, спортивного клуба «Университатя Крайова» и компании SC Blue Lions Capital SA. Клуб является прямым приемником одноимённого футбольного клуба существовавшего в Крайове в период с 1948 до 1991 годы, пока путем отделения от спортивного клуба, футбольная секция не создала новую футбольную команду «Университатя Крайова 1948», юридически не являющуюся приемником клуба. Несмотря на ряд судебных решений в свою пользу и поддержку своей исторической преемственности со стороны Профессиональной футбольной лиги Румынии (LPF) наследие и титулы своего предшественника 10 лет оспаривались в судовом порядке Адрианом Митителу, владельцем другой городской команды «У Крайова 1948» (приемник исчезнувшего в 2011 году футбольного клуба «Университатя Крайова 1948»). 10 июля 2023 года Апелляционный суд Тимишоары поставил точку в конфликте команд, не только признав правоту «Университатя Крайова» в её правах на историю и титулы одноимённого клуба, а и обязал Адриана Митителу сменить название и логотип своей команды.
С момента своего возрождения в 2013 году, «Университатя Крайова» стремительно вернула былую славу, завоевав серебряные медали сезона 2019/20 и бронзу сезонов 2017/18, 2020/21, 2021/22, 2023/24. Клуб успел завоевать уже три трофея — Кубок Румынии 2017/18 и 2020/21, Суперкубок Румынии 2021, а также вернутся в еврокубки.
Домашние матчи проводит на стадионе «Йон Облеменко», вмещающем 30 983 зрителей.

## История

### Основание и путь к «чемпионам большой любви» (1948—1991)

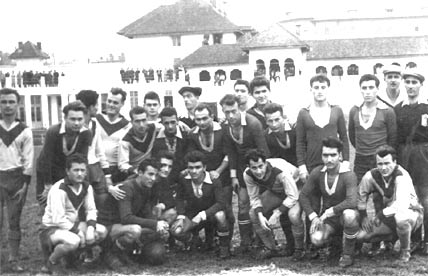
«УНСР Крайова» в 1948 году.

В 1948 году вскоре после образования первого на тот момент в Крайове университета группой его преподавателей и студентов был основан спортивный клуб «КСУ Крайова» более известный с годами как просто «Университатя Крайова». Его основными направлениями стали: легкая атлетика, волейбол, гандбол, настольный теннис, шахматы и футбол. В этом же году для участия в местных футбольных состязаниях усилиями Министерства народного образования и Национального союза румынских студентов (Uniunea Naţională a Studenţilor din România) из футбольной секции клуба была сформирована команда «УНСР Крайова». 5 сентября 1948 года в городе Филиаши студенты сыграла свой первый официальный матч, который закончился поражением «УНСР Крайова» со счетом 6:3. В этом матче команда впервые одела бело-голубую форму цвета, которой клуб носит, и по сей день. В 1950 году команда меняет название на «КСУ Крайова», такую же, как и у спортивного клуба, чьей секцией он являлся. В 1951 году в своем первом официальном матче в рамках Кубка Румынии «КСУ Крайова» разгромила своего местного соперника «Конструкторул Крайова» со счетом 6:0. В 1953 году клуб снова меняет название став «Штиинца Крайова». В 1954 году под руководством Николае Оцелеану команда побеждает в матче плей-офф в Араде и впервые выходит в Дивизион Б (Вторую лигу). В 1955 году команда вылетает обратно в Дивизион Ц где остается вплоть до 1958 года.

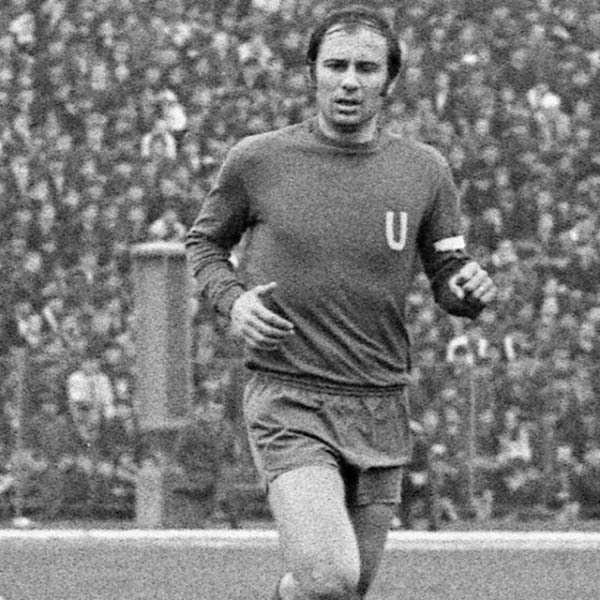
Легенда клуба — Йон Облеменко

В 1958 году в напряженной конкуренции с «Униря Римнику Вильча» клубу удается при равном количестве очков, но за счет преимущества в очных встречах выйти в Дивизион Б. Свой первый сезон после повышения «Штиинца Крайова» едва не закончила очередным понижением, однако смогла избежать этого, заняв предпоследнее место в турнирной таблице. В дальнейшей команде удалось закрепиться в Дивизион Б. Так в сезоне 1959/60 команда заняла уже 10-е место, а в 1960/61 уже 2-е место, однако с серьёзным отставанием от победителя того сезона «Динамо Питешти». В сезонах 1961/62 и 1962/63 клуб занял 4-е место. В сезоне 1963/64 на пост тренера клуба возвращается Николае Оцелеану. С его возвращением «Штиинца Крайова» включается в сложную и напряженную гонку за золотом Дивизиона Б на которое помимо его команды претендовали ещё три клуба: «Металул Тырговиште», «Пояна Кымпина» и «Динамо Бакеу». В нелегкой борьбе «Штиинца Крайова» по показателям обходит «Металул Тырговиште» и получает долгожданное повышение в элиту. Как и прежние повышения, дебют в Дивизионе А в сезоне 1964/65 оказался сложным испытанием для «Штиинца Крайова». Команда избежала вылета буквально в последних турах сезона, обойдя «Минерул Бая-Маре» всего на очко. Летом 1966 году клуб вновь меняет название на этот раз на «Университатя Крайова» с которым он не только напишет золотые страницы своей истории а и станет одним из самых популярных клубов своей страны. 60-е годы клуб завершил как твердый середняк Дивизиона А и даже завоевывает свои первые медали — бронзу сезона 1966/67.

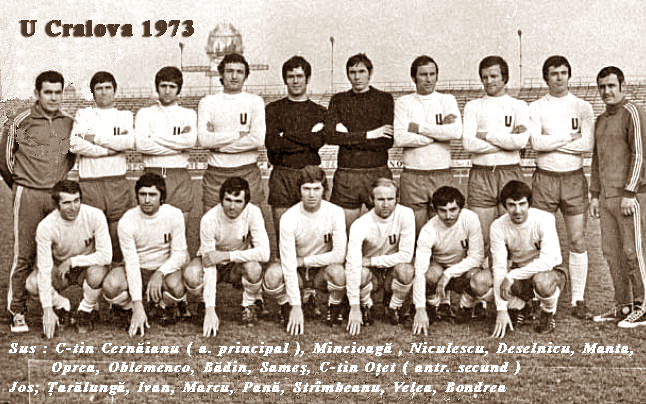
«Университатя Крайова» в сезоне 1973/74

70-е годы «Университатя Крайова» начала с хорошо построенной командой, в которой играли такие игроки как — Ион Облеменко, Петре Деселнику, Теодор Царалунга, Лучиан Страмбеану и Думитру Марку. Неуверенно начав новое десятилетие с 6 места сезона 1970/71 и 8 места в сезоне 1971/72, в сезоне 1972/73 «Университатя Крайова» была буквально в шаге от своего первого чемпионства. «Динамо Бухарест» и «Университатя Крайова» завершили этот сезон с одинаковым количеством очков, однако, отталкиваясь от мало убедительного преимущества по показателям, титул все же предпочтительно был отдан столичной команде. Несмотря на то, что «Динамо Бухарест» был провозглашен чемпионом страны, «Университатя Крайова» стала «народным чемпионом» получив в том сезоне свое знаменитое прозвище «чемпионы большой любви», рождённое с подачи поэта Адриана Пэунеску. В сезоне 1973/74 борьба за чемпионство вновь развернулась между «Динамо Бухарест» и «Университатя Крайова». Однако на этот раз с перевесом в одно очко «Университатя Крайова» все же выиграла чемпионат и впервые стала чемпионом Румынии по футболу. При этом стоит отметить несколько фактов придававших этому успеху особый оттенок. «Университатя Крайова» стала первой университетской командой в Европе выигравшей чемпионат своей страны. Сам же этот титул стал беспрецедентным для Румынии случаем ввиду того, что «Динамо Бухарест» представляло Министерство внутренних дел Румынии, часто влияющее на хорошие результаты своего клуба, как это было в прошлом сезоне. Данная победа не только укрепила клубное прозвище «чемпионы большой любви», а и сделало «Университатя Крайова» по-настоящему «народной командой» в глазах людей.
В сезоне 1974/75 «Университатя Крайова» получает в противники, в Кубке европейских чемпионов шведский «Отвидаберг», однако уступает ему по суме двух встреч со счетом 3:4. Сезоны 1974/75 и 1975/76 завершившиеся для клуба 3-и и 6-м местом, а также поражением от «Рапида Бухарест» в финале Кубка Румынии 1974/75 стали признаком надвигающейся смены поколений в клубе. В сезоне 1976/77 не смотря на небольшие ожидания болельщиков, «Университатя Крайова» преподносит ещё одну неожиданность, обыграв в финале Кубка Румынии «Стяуа Бухарест» со счетом 2:1. Данный трофей, ставший первым для клуба в его истории, стал своеобразным прощальным подарком звездного поколения футболистов во главе с Йоном Облеменко, для которого этот сезон стал последним в клубе. После смены поколений в сезоне 1977/78 команда защитила завоеванный в прошлом году Кубок Румынии, обыграв в финале турнира «Олимпию Сату Маре» со счетом 3:1 и заняла 6 место в чемпионате Румынии. Сезон 1978/79 «Университатя Крайова» закончила на 4 месте, а в отборочном раунде Кубка обладателей кубков потерпела поражение от «Фортуны Дюссельдорф»

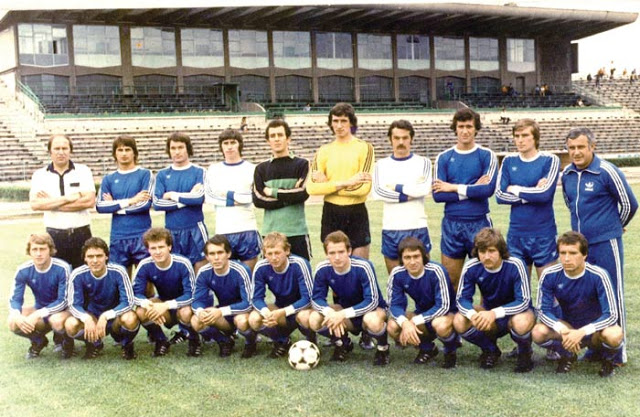
«Университатя Крайова» в сезоне 1980/81

80-е годы ознаменовались для клуба взлетом нового золотого поколения получившего среди болельщиков прозвище «Крайова Максима». Именно эта команда не только показала наилучшие результаты в истории клуба а и формировала не малую часть «костяка» сборной Румынии по футболу тех лет. В сезоне 1979/80 под руководством тренера Валентина Стэнеску и его ассисстента легенды клуба Йона Облеменко «Университатя Крайова» во второй раз становится чемпионом страны. Стоит отметить, что в том сезоне команда участвовала в Кубке УЕФА, где устранив австрийский «Винер Шпорт-Клуб» и английский «Лидс Юнайтед», потерпела поражение с общим счетом 1:2 от немецкой «Боруссии Мёнхенгладбах». В сезоне 1980/81 проиграв в отборе Кубка европейских чемпионов миланскому «Интеру» команда Йона Облеменко оформила исторический дубль, выиграв национальной чемпионат и завоевав Кубок Румынии по футболу. После этого успеха «Университатя Крайова» вновь квалифицировалась в Кубок европейских чемпионов, где выбив греческий «Олимпиакос» и датский «КБ Копенгаген» не была остановлена в четвертьфинале турнира мюнхенской «Бавария». В то же время в национальном чемпионате по итогам сезона 1981/82 «Университатя Крайова» занимает второе место, тем самым, получив квалификацию в Кубок УЕФА. Данная кампания стала исторической не только для клуба, а и для румынского футбола в целом. Под руководством Константина Отета и Николаэ Ивана «Университатя Крайова» выбила из турнира чемпиона Италии «Фиорентину», французский «Бордо» и немецкий «Кайзерслаутерн», тем самым выйдя в полуфинал турнира, чего ранее в еврокубках не удавалось ни одному румынскому клубу. Соперником «Университатя Крайова» в полуфинале стала португальская «Бенфика» на то время двукратный победитель Кубка европейских чемпионов и трижды финалист данного турнира. По итогам двух встреч закончившихся в ничью «Бенфика» выходит в финал за счет перевеса выездных голов и побеждает в турнире. В сезоне 1982/83 «Университатя Крайова» вновь выигрывает Кубок Румынии, победив в финале турнира «Политехнику» из Тимошоары со счетом 2:1.
В последующие годы «Университатя Крайова» постоянно присутствовала в верхней половине турнирной таблицы: 1983/84 — 3-е место, 1984/85 — 4-е место, 1985/86 — 3-е место, 1986/87 — 5-е, 1987/88 — 5-е место, 1988/89 — 5-е место и 1988/89 — 3-е место. Также команда постоянно участвовала в еврокубках, выбивая из розыгрышей различных лет клубы: «Реал Бетис», «Олимпиакос», «Монако», «Галатасарай» но никогда не проходила дальше 3-го отборочного раунда. В сезоне 1984/85 «Университатя Крайова» проиграла финал Кубка Румынии «Стяуа» со счетом 2:1. В сезоне 1990/91 «Университатя Крайова» оформляет очередной дубль став в четвёртый раз чемпионом Румынии и завоевывает свой пятый Кубок Румынии. На этом успехе, на пике своей славы команда прекращает свое существование по причине отделения футбольной секции клуба от спортивного. Так в следующем сезоне 1991/92 несмотря на такое же название и символику в высшем дивизионе Румынии начал выступать уже другой футбольный клуб. В 1995 году для соответствия правилам ФИФА и УЕФА эта команда прошла новую регистрацию как «Университатя Крайова 1948», упустив тем самым, какую-либо возможность юридически считаться приемником «Университатя Крайова». При этом новосозданный клуб так и не получил одобрения местного университета на использование названия и эмблемы команды. Однако ввиду поддержки «Университатя Крайова 1948» городскими властями и болельщиками клуба, как и того, что спортивный клуб «Университатя Крайова» не стал восстанавливать свою футбольную секцию, споры за интеллектуальную собственность не поднимались Университетом Крайовы вплоть до событий 2013 года.

### Возрождение и борьба за свое наследие (2013 — н. в).
В 2009 году начался конфликт между владельцем «Университатя Крайова 1948» Адрианом Митителу и городскими властями Крайовы, по мере усиления которого Митителу рассматривал возможность вывоза команды в Дробета-Турну-Северин (административный центр соседнего жудеца Мехединци). В зимнее трансферное окно сезона 2010/11 Митителу под предлогом «нарушения дисциплины» увольняет приглашенного им же тренера Виктора Пицуркэ, проигнорировав пункт его контракта о многомиллионной компенсации в случае одностороннего увольнения специалиста. Скандальный спор между тренером и клубом вскоре привлекает внимание федерации футбола Румынии, приводя уже к конфликту и с ней, ввиду того, что организация признала правоту Пицуркэ. 20 июля 2011 года по решению ФФР клуб был временно отстранен от игр, ввиду невожможности выплатить огромную компенсацию бывшему тренеру. Руководство клуба пыталось безуспешно обжаловать это решение в различных судах, однако уже в том же году ФФР запускает механизм банктротства «Университатя Крайова 1948», а игроков команды объявляет свободными агентами.

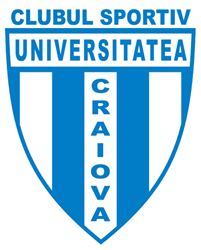
Эмблема используемая клубом с 2013 по 2016 годы

После расформирования клуба Адриану Митителу все же удается через суд не только доказать незаконность некоторых действий ФФР, но и добиться для своей новой футбольной команды «У Крайова» места в Лиге II. В это же время летом 2013 года городские власти Крайовы, компания SC Blue Lions Capital SA при содействии спортивного клуба «Университатя Крайова», имевшего права на логотип, историю и титулы одноимённого клуба, существовавшего в период с 1948 по 1991 годы, объявляют о восстановлении футбольного клуба «Университатя Крайова». Решение вернуть городу любимую команду не только встретило теплый отклик горожан, но и большую поддержку среди фанатов клуба, которые после событий 2011 года с недоверием относились к Адриану Митителу и его новой команде. Последний же, не желая мирится с новоиспеченным конкурентом, уже в том же году начал многолетний судебный конфликт с «Университатя Крайова» за наследие и титулы одноимённого клуба, чьим приемником он считал именно свою команду. Однако стоит отметить, что отделение от спортивного клуба «Университатя Крайова» в 1991 году, как и аспекты юридической регистрации «Университатя Крайова 1948» в 1995 году лишали её каких либо прав на историю и титулы команды, принадлежащие исключительно местному университету. «Университатя Крайова» имела все права быть прямым продолжателем одноимённого клуба, несмотря на заявления Митителу, что эта команда в отличие от его, не имеет никакого отношения к оригинальному клубу. В июне 2016 года руководство воссозданной «Университатя Крайова» доказало обратное в апелляционном суде Бухареста, за чем последовало признание приемственности клуба со стороны Профессиональной футбольной лиги Румынии. Митителу также напомнили, что его клуб не получал от Университета Крайовы разрешения на использование названия и эмблемы «Университатя Крайова», тем самым все это время используя их незаконно. Несмотря на это, Митителу не перестал настаивать на своем и через суд многие годы питался доказать, что воссозданная в 2013 году «Университатя Крайова» не имеет никакого отношения к одноимённому клубу, тем самым, пытаясь юридически лишить её права считаться его правопреемником.
14 августа 2013 года после решения последних проблем с лицензированием «Университатя Крайова» была введена по решению ФФР во Вторую лигу. 27 августа 2013 года клуб официально вернулся к регулярным выступлениям в рамках матча Кубка Румынии, где обыграл «Пандурий» со счетом 6:1. В сезоне 2013/14 «Университатя Крайова» впервые встретилась с «У Крайова», что породило много напряженности и неопределенности ввиду не прекращавшихся на тот момент судебных разбирательств за свое историческое наследие. По итогам того сезона «Университатя Крайова» одержала победу в Лиге II и вышла в Лигу I, где не играла 23 года, а «У Крайову», которая к тому моменту снимается с чемпионата из-за финансовых трудностей, постигает банкротство (однако уже в 2017 году она возрождается как «У Крайова 1948»).

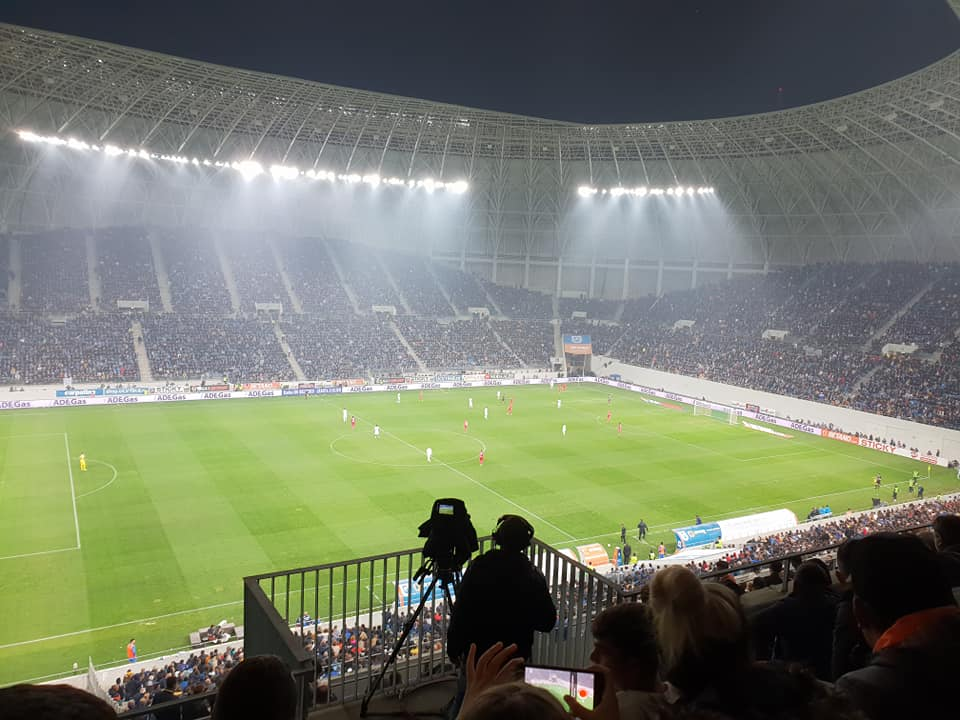
«Университатя Крайова» — «ФКСБ». 2018 год

В сезоне 2014/15 клуб финишировал на 5-м месте в чемпионате Румынии, и получил право играть в Лиге Европы, но не получил лицензию УЕФА и уступил своё право клубу «Ботошани». В сезоне 2015/16 «Университатя Крайова» заняла 8-е место, а в сезоне 2016/17 уже 4-е место, что вновь обеспечило клубу возможность выйти в еврокубки и сыграть в Лиге Европы УЕФА. В третьем квалификационном раунде Лиги Европы УЕФА 2017/18, «Университатя Крайова» уступила итальянскому Милану 0:3 по сумме двух встреч. Сезон 2017/18 «Университатя» завершает бронзовым призёром Лиги I. 27 мая 2018 года клуб завоевывает Кубок Румынии обыграв в финале турнира «Германштадт» со счетом 2:0. Данный трофей стал первым для «Унивеситатя Крайовы» с момента его возрождения в 2013 году. Этот успех позволил клубу побороться за ещё один трофей — Суперкубок Румынии. Однако в матче на «Йон Облеменко» «Унивеситатя Крайова» минимально уступает тогдашнему чемпиону «ЧФР» со счетом 0:1. Два года спустя в матче с все тем же «ЧФР» команда была близка к своему первому с сезона 1990/91 чемпионству, но не смогла удержать преимущество и проиграла в решающем матче сезона со счетом 3:1. По итогам сезона 2019/20 «Университатя Крайова» стала серебряным призёром Лиги I.

## Болельщики и соперничество с другими клубами

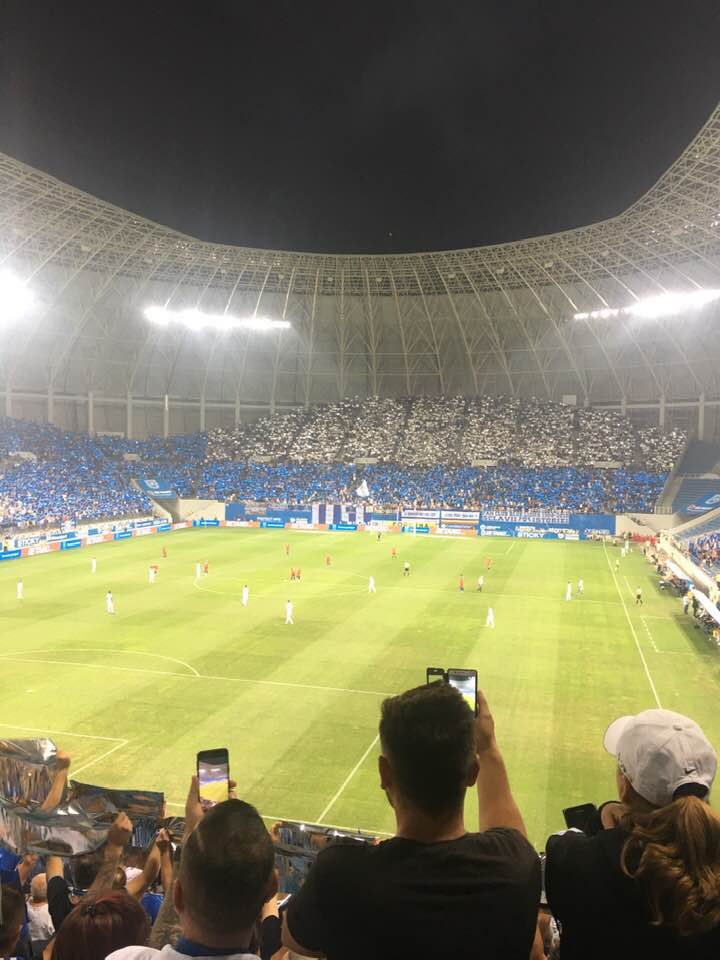
Перфоманс фанатов «Университатя Крайова»

«Университатя Крайова» традиционно пользуется большой популярностью как в Крайове, так и в историческом регионе Олтения. В то же время клуб имеет большую поддержку в пределах Румынии оправдывая свое историческое прозвище «чемпионы большой любви». Согласно опросу 2016 года, «Университатя Крайова» является третьим по популярности клубом в стране, уступая в этом только таким столичным клубам как «Стяуа» и «Динамо Бухарест».
В то время как большинство горожан тепло поприветствовали возвращение «Университатя Крайова» из небытия летом 2013 года, ультрас движение клуба постиг раскол. Причиной этому стал прецедент, что сразу две футбольные команды претендовали на идентичность и историю одноимённого клуба. Группировки «Sezione Ultra' 2000», «Utopia» из «Peluza Nord» поддержали восстановленную «Университатя Крайову», в то время как «Ultras Craiova 2004» из «Peluza Sud 97» и «Praetoria» примкнули к «У Крайова» как приемнику «Университатя Крайова 1948». В 2017 году «Ultras Craiova 2004» не стали поддерживать «У Крайова 1948» воссозданную на базе обанкротившегося в 2014 году «У Крайова» и заняли нейтральную позицию в конфликте команд. В 2016 году Профессиональная футбольная лига Румынии поддержала историческую преемственность воссозданной «Университатя Крайовы» и признала за ней титулы завоеванные клубом с 1948 по 1991 годы. В свою очередь руководство «У Крайова 1948» считающее свою команду истинными приемниками оригинального клуба многие годы безуспешно пыталось в судебном порядке обжаловать это или хотя бы не дать этого воссозданной «Университате Крайова», чтоб оставить её без титулов. Так или иначе, вскоре «Университатя Крайова» добилась ряда успехов на национальной арене в виде медалей и кубков, что ещё более снизило шансы «У Крайова 1948» на какой либо успех в её начинаниях. Вдобавок это поспособствовало расцвету нового поколения ультрас и созданию целого ряда новых групп: «North Lions», «Vechiul Spirit Ultras», «Nord Oltenia», «Gruppo Sibiu», «Gruppo Capitala», «Ponsiona» и «UNU MAI UNIT».

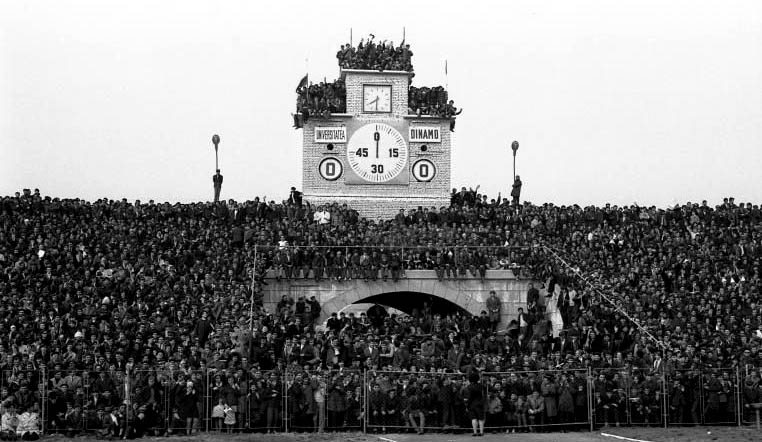
Переполнененые трибуны во время матча между «Университатя Крайова» и «Динамо Бухарест» в 1973 году.

Самыми принципиальными соперниками «Университатя Крайова» зачастую были и остаются столичные клубы: «Стяуа», ныне «ФКСБ», «Рапид Бухарест», и «Динамо Бухарест». На последний болельщики «Университатя Крайова» имеют обиду ещё с сезона 1972/73, когда по итогам чемпионата оба клуба набрали одинаковое количество очков, однако победу в турнире предпочтительно отдали столичному клубу. В пределах прошлого десятилетия у «Университатя Крайова» стали появляться соперничества и на региональном уровне. Одним из таким клубов стал другой известный в Олтении клуб «Пандурий» из города Тыргу-Жиу, другим же созданная в 2013 году «У Крайова 1948». За годы судебных разбирательств между «У Крайова 1948» и «Университатя Крайова» вражда и ненависть между ультрас обеих команд только усиливалась. Хорошим доказательством тому является инцидент в марте 2018 года во время матча между сборными Румынии и Швеции на «Йон Облеменко». Фанаты «У Крайова 1948» после замены освистали игрока «Университатя Крайовы» Александру Митрицэ. В ответ на это фанаты «Университатя Крайова» сломали стулья, на которых сидели фанаты «У Крайова 1948» и символически использовали инсектицид «чтобы очистить арену от зловонья» оставленного «Peluza Sud 97». С выходом в элиту «У Крайова 1948» в 2021 году, противостояние и вражда ультрас обеих команд продолжает нарастать.

## Стадион

### Йон Облеменко

Новый «Йон Облеменко».

«Йон Облеменко» — многофункциональный стадион в городе Крайова, административном центре жудеца Долж, в управлении городского совета Крайовы. С момента своего открытия в 2017 году является домашней ареной «Университатя Крайова» и одной из домашних арен национальной сборной Румынии. Носит имя легендарного игрока и тренера клуба — Йона Облеменко.
Ранее известный под названием «Центральный» стадион был торжественно открыт 29 октября 1967 года по случаю товарищеского матча между молодёжными сборными Румынии и Польши. В дальнейшем одна из домашних арен сборной Румынии по футболу. В 80-е годы стадион принимал домашние матчи «Университатя Крайова» в Лиге Чемпионов и Кубка УЕФА. В 1996 году арене присвоено имя легенды «Университатя Крайова» — Йона Облеменко. В сезоне 2007/08 был частично реконструиван.
В декабре 2014 года после матча между «Университатя Крайова» и «Стяуа» был закрыт, а в начале 2015 года начался снос стадиона, для его дальнейшей перестройки. Новый «Йон Облеменко» был торжественно открыт 10 ноября 2017 года. Матчем открытия арены стала встреча между «Университатя Крайова» и чешской «Славия Прага». 18 ноября состоялся первый официальный матч в рамках чемпионата Румынии, в котором хозяева одержали победу над «Ювентус Бухарест» со счетом 3:1. Главной особенностью новой арены стала смена цветов в зависимости от ракурса и современный мультимедийный видеоэкран. Вместимость арены возросла до 30,929 мест, что делает его четвёртым по вместимости стадионом в Румынии.
С августа 2021 года по решению городских властей арена именуется «Футбольным стадионом Крайовы» ввиду соглашения с «У Крайова 1948», вышедшим в элиту в этом году и нуждавшимся в большем стадионе для своих игр. В то же время «Университатя Крайова» остается единственным клубом, которому разрешается официально использовать и в дальнейшем название «Йон Облеменко», на что согласились как городские власти, так и родственники легенды клуба.

### Экстенсив
«Стадионул Экстенсив» — многофункциональный стадион в городе Крайова, административном центре жудеца Долж, в управлении городского совета Крайовы. С момента своего открытия в 1949 году была домашней ареной одноимённого клуба вплоть до его расформирования в 2004 году. С 2005 года был заброшен, и приходил в упадок из-за природы и вандалов, однако сохранился усилиями местной молодежи использующей арену для игр в футбол. В 2008 году городские власти ремонтируют «Экстенсив», а в 2015 году реконструируют стадион для нужд восстановленной в 2013 году «Университатя Крайовы». Количество мест на арене было увеличено до 7000 мест. С начала 2015 года по ноябрь 2017 года использовался клубом как домашняя арена ввиду сноса и полной перестройки «Йон Облеменко». С 2016 года и по настоящее время является домашней ареной дубля «Университатя Крайовы».

## История названий клуба
| Годы       | Название             |
| 1948-1950  | УНСР Крайова         |
| 1950-1953  | КСУ Крайова          |
| 1953-1966  | Штиинца Крайова      |
| 1966-1991  | Университатя Крайова |
| 2013-н. в. | Университатя Крайова |

## Достижения
Примечание: В 2016 году ввиду ряда судовых решений, Профессиональная футбольная лига Румынии (LPF) признала все права на трофеи выигранные клубом в период с 1948 по 1991 годы за восстановленной в 2013 году «Университатя Крайова», как и факт того, что данная команда является правопреемником одноимённого клуба. В свою очередь другой городской клуб «У Крайова 1948» много лет безуспешно пытался оспорить это и отсудить данные трофеи себе. В 2018 году Апелляционный суд Тимишоары, принял решение, что ни один из футбольных клубов не имеет права на титулы периода с 1948 по 1991 годы (сославшись на слабую доказательную базу руководства «Университатя Крайова»), тем самых отклонив претензии обеих клубов, однако «Университатя Крайова» подала апелляцию. В 2021 году Высший кассационный суд Румынии во второй раз удовлетворил данное прошение (первое было обжаловано), направив дело о титулах «Университатя Крайова» на пересмотр. 10 июля 2023 года Апелляционный суд Тимишоары признал права на трофеи выигранные клубом в период с 1948 по 1991 годы за восстановленной в 2013 году «Университатя Крайова», тем самым поставив точку в 10-летнем судовом конфликте команд.

### Национальные
- Чемпионат Румынии:
  - Чемпион (4): 1973/74, 1979/80, 1980/81, 1990/91
  - Вице-чемпион (4): 1972/73, 1981/82, 1982/83, 2019/20
  - Бронзовый призёр (10): 1966/67, 1974/75, 1976/77, 1983/84, 1985/86, 1989/90, 2017/18, 2020/21, 2021/22, 2023/24.
- Лига II
  - Победитель (2): 1963/64, 2013/14
  - Серебряный призёр (1): 1960/61
- Кубок Румынии
  - Обладатель (7): 1976/77, 1977/78, 1980/81, 1982/83, 1990/91, 2017/18, 2020/21
  - Финалист (2): 1974/75, 1984/85
- Суперкубок Румынии
  - Обладатель (1): 2021

### Международные
- Кубок УЕФА / Лига Европы УЕФА
  - Полуфиналист (1): 1983
- Лига чемпионов УЕФА / Кубок европейских чемпионов
  - Четвертьфиналист (1): 1982

## Статистика выступлений с сезона 2013/2014
| Сезон   | Ранг | Турнир             | Место | И  | В  | Н  | П  | ГЗ | ГП | Очки |
| ------- | ---- | ------------------ | ----- | -- | -- | -- | -- | -- | -- | ---- |
| 2013/14 | 2    | Лига II (Серия II) | 1     | 22 | 15 | 4  | 3  | 33 | 11 | 49   |
| 2013/14 | 2    | Лига II (Серия II) | 1     | 20 | 11 | 4  | 5  | 30 | 19 | 37   |
| 2014/15 | 1    | Лига I             | 5     | 34 | 14 | 11 | 9  | 40 | 34 | 53   |
| 2015/16 | 1    | Лига I             | 8     | 26 | 8  | 7  | 11 | 26 | 27 | 31   |
| 2015/16 | 1    | Лига I             | 8     | 14 | 7  | 2  | 5  | 19 | 17 | 39   |
| 2016/17 | 1    | Лига I             | 5     | 26 | 13 | 4  | 9  | 36 | 26 | 43   |
| 2016/17 | 1    | Лига I             | 5     | 10 | 2  | 3  | 5  | 8  | 14 | 31   |
| 2017/18 | 1    | Лига I             | 3     | 26 | 14 | 9  | 3  | 41 | 26 | 51   |
| 2017/18 | 1    | Лига I             | 3     | 10 | 3  | 3  | 4  | 10 | 10 | 38   |
| 2018/19 | 1    | Лига I             | 4     | 26 | 13 | 6  | 7  | 43 | 24 | 45   |
| 2018/19 | 1    | Лига I             | 4     | 10 | 4  | 1  | 5  | 8  | 10 | 36   |
| 2019/20 | 1    | Лига I             | 2     | 26 | 14 | 4  | 8  | 41 | 28 | 46   |
| 2019/20 | 1    | Лига I             | 2     | 9  | 7  | 0  | 2  | 17 | 14 | 44   |
| 2020/21 | 1    | Лига I             | 3     | 30 | 16 | 10 | 4  | 33 | 14 | 58   |
| 2020/21 | 1    | Лига I             | 3     | 10 | 3  | 3  | 4  | 9  | 11 | 41   |
| 2021/22 | 1    | Лига I             | 3     | 30 | 16 | 6  | 8  | 55 | 29 | 54   |
| 2021/22 | 1    | Лига I             | 3     | 10 | 7  | 0  | 3  | 22 | 9  | 48   |
| 2022/23 | 1    | Лига I             | 4     | 30 | 16 | 6  | 8  | 37 | 27 | 54   |
| 2022/23 | 1    | Лига I             | 4     | 10 | 3  | 4  | 3  | 15 | 14 | 40   |

## Текущий состав
| 1  | Румыния   | Вр  | Давид Лазар       | 1991 |  |  |  |  |
| 12 | Молдова   | Вр  | Денис Русу        | 1990 |  |  |  |  |
| 21 | Румыния   | Вр  | Лауренциу Попеску | 1997 |  |  |  |  |
| 87 | Литва     | Вр  | Гедрюс Арлаускис  | 1987 |  |  |  |  |
|    |           |     |                   |      |  |  |  |  |
| 2  | Румыния   | Защ | Пауль Папп        | 1989 |  |  |  |  |
| 3  | Румыния   | Защ | Богдан Митря      | 1987 |  |  |  |  |
| 5  | Румыния   | Защ | Богдан Вэтэелу    | 1993 |  |  |  |  |
| 11 | Румыния   | Защ | Никушор Банку     | 1992 |  |  |  |  |
| 25 | Румыния   | Защ | Валерикэ Гэман    | 1989 |  |  |  |  |
| 27 | Швейцария | Защ | Иван Мартич       | 1990 |  |  |  |  |
| 34 | Бразилия  | Защ | Рауль Силва       | 1989 |  |  |  |  |
|    |           |     |                   |      |  |  |  |  |
| 4  | Румыния   | ПЗ  | Александру Крету  | 1992 |  |  |  |  |
| 6  | Румыния   | ПЗ  | Владимир Скречу   | 2000 |  |  |  |  |

| 7  | Румыния              | ПЗ  | Александру Чимпяну | 2000 |  |  |  |  |
| 8  | Румыния              | ПЗ  | Александру Матей   | 1989 |  |  |  |  |
| 10 | Румыния              | ПЗ  | Стефан Байарам     | 2002 |  |  |  |  |
| 14 | Румыния              | ПЗ  | Эдуард Флореску    | 1997 |  |  |  |  |
| 16 | Румыния              | ПЗ  | Дан Нистор         | 1988 |  |  |  |  |
| 23 | Румыния              | ПЗ  | Михай Кэпэцынэ     | 1995 |  |  |  |  |
| 24 | Хорватия             | ПЗ  | Анте Рогулич       | 1996 |  |  |  |  |
| 30 | Румыния              | ПЗ  | Ионуц Винэ         | 1995 |  |  |  |  |
| 33 | Румыния              | ПЗ  | Серджиу Ханка      | 1992 |  |  |  |  |
|    |                      |     |                    |      |  |  |  |  |
| 9  | Румыния              | Нап | Андрей Иван        | 1997 |  |  |  |  |
| 17 | Бразилия             | Нап | Ривалдиньо         | 1995 |  |  |  |  |
| 19 | Босния и Герцеговина | Нап | Эльвир Кольич      | 1995 |  |  |  |  |
| 20 | Румыния              | Нап | Йован Маркович     | 2001 |  |  |  |  |